# كلية المعلمين (جامعة كولومبيا)
كلية المعلمين في جامعة كولومبيا (TC) هي كلية الدراسات العليا في التربية والصحة وعلم النفس في جامعة كولومبيا، وهي جامعة بحثية خاصة في مدينة نيويورك. تأسست كلية المعلمين عام 1887، وكانت بمثابة إحدى الكليات الرسمية وقسم التربية في جامعة كولومبيا منذ عام 1898. وهي أقدم وأكبر كلية للدراسات العليا في التربية في الولايات المتحدة.